# Krasnodarský kraj
Krasnodarský kraj (rusky Краснода́рский край) je samosprávný kraj Ruské federace, součást Jižního federálního okruhu. Leží na jihozápadě evropské části Ruska při Černém a Azovském moři. Hlavním městem je Krasnodar. Žije zde přes 5 milionů obyvatel.

## Historie
Ve starověku byly na pobřeží zakládány řecké osady, například Fanagoria nebo Hermonassa.
Po likvidaci Krymského chanátu na konci 18. století byla oblast připojena k Ruské říše a na Kubáň byli přesídleni záporožští kozáci z Ukrajiny. Přesídlením záporožských kozáků do okolí řeky Kubáň v podhůří Kavkazu vzniklo Kubáňské vojsko, které bránilo ruské území před čerkeskými nájezdníky z Kavkazu a zároveň se v 19. století podílelo na ruském dobývání Kavkazu. 
Převážně ukrajinské obyvatelstvo Kubáně bylo postupně rusifikováno. V letech 1918–1920 zde existovala kozácká Kubáňská lidová republika, která v ruské občanské válce spolupracovala s bělogvardějci v boji proti bolševikům. Oblast silně postihl sovětský hladomor v letech 1932–1933.
Kraj byl ustaven 13. září 1937.

## Krajské symboly

### Vlajka
Vlajka Krasnodarského kraje je tvořená listem o poměru stran 2:3 se třemi vodorovnými pruhy: modrým, malinově červeným a zeleným, v poměru šířek 1:2:1. Uprostřed vlajky je znak kraje v jednobarevném, zlatém provedení.

## Geografie

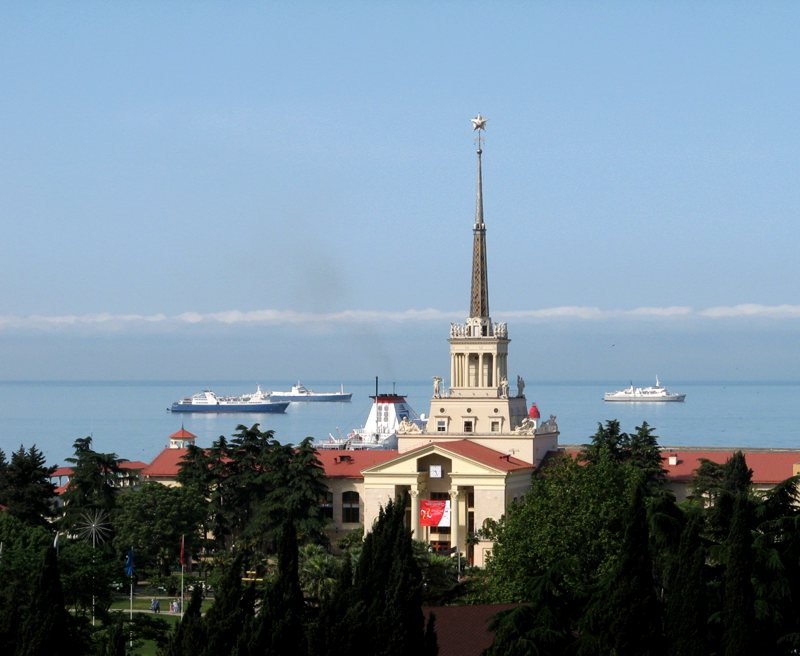
Přístav v Soči

Krasnodarský kraj se víceméně kryje s historickým územím zvaným Kubáň, tj. krajem na stejnojmenné řece mezi Kavkazem a Azovským a Černým mořem. Od Krymu jej dělí Kerčský průliv. Na jihu sousedí s Abcházií, na východě s Karačajsko-Čerkeskem a Stavropolským krajem, na severu s Rostovskou oblastí. Uvnitř kraje tvoří enklávu Adygejská republika.
Většinu kraje tvoří roviny se suchým stepním podnebím. Na jihu, kde se Kavkaz svažuje k Černému moři, je příjemné středomořské klima, což dalo vzniknout mnoha letoviskům a lázním v okolí Soči a Tuapse.

## Obyvatelstvo
Jedná se o nejlidnatější z 9 ruských krajů. Z více než 5 miliónů obyvatel tvořili při sčítání roku 2010 většinu Rusové (88,3 %), dále Arméni (5,5 %) a Ukrajinci (1,6 %). Okolo poloviny procenta se pohybuje podíl Řeků, Bělorusů a Tatarů.
Města nad 100 000 obyvatel: Krasnodar (1 121 291), Soči (466 078), Novorossijsk (262 293), Armavir (197 177).